# Цюпа, Вячеслав Олегович
Вячеслав Олегович Цюпа (род. 10 января 1955, Душанбе) — советский и российский театральный режиссёр, советский киноактёр в детстве.

## Биография
Родился 10 января 1955 года в  Душанбе.
В детском возрасте снялся в нескольких художественных фильмах, первым из которых был короткометражный фильм «Улыбка Ильича» молдавского режиссёра Василия Паскаря.
Кинозвездой  масштаба мальчик стал в 1966 году, после главной роли — Кея — в фильме-сказке «Снежная королева».
Затем Вячеслав Цюпа отказался от карьеры артиста кино, окончил Московское высшее музыкальное училище имени Гнесиных и факультет музыкального театра ГИТИСа.
В 1981—1984 годах работал режиссёром-постановщиком Ростовского государственного театра музыкальной комедии.

Поставил такие спектакли как «Фиалка Монмартра» И.Кальмана, мюзикл Раймонда Паулса «Сестра Керри», «Голубая мазурка» Ф.Легара, мюзикл «Похищение» Раймонда Паулса.
В 1984—1987 годах — главный режиссёр Белорусского театра музыкальной комедии. Поставил спектакли «Сирано де Бержерак» (мюзикл Ст.Пожлакова), «Сильва» И.Кальмана,
«Принц и нищий» (мюзикл А.Журбина). За постановку фольк-оперы Вл. Дашкевича и Ю.Кима «Клоп» по Маяковскому
получает  премию Ленкома Белоруссии. Спектакль был представлен в Москве на Театральном фестивале «Театр-1988»,на 
фестивале  в Одессе.
В 1987—1992 годах главный режиссёр, в 1992—1998 годах — режиссёр государственного театра оперы и балета Белоруссии.
 За постановку оперы «Дикая охота короля Стаха» получил Государственную премию БССР в 1989 году. Спектакль был показан в Большом театре СССР. Спектакль по опере Ж. Бизе «Кармен» был показан на фестивалях в Манаусе (Бразилия), Гамбурге (Германия), Польше, в Большом театре СССР.
В 1998—1999 годах являлся художественным руководителем театра оперетты Урала города Новоуральска.
В 1999—2010 годах — главный режиссёр Красноярского государственного театра оперы и балета. Постановка оперы Г. Доницетти «Дочь полка» представлена в номинации
«Лучший оперный спектакль» на Национальном конкурсе «Золотая маска 2000 г.» и получила «Золотую маску»  за лучшую женскую роль. Спектакль «Под первой звездой» (рождественский мюзикл комп. В. Плешака и драм. А.Шульгиной) признан лучшим детским музыкальным спектаклем в Краевом конкурсе СТД «Театральная весна».
В  2010—2016 годах — художественный руководитель Красноярского музыкального театра.
С 2016 года – главный режиссёр Детской оперной студии Красноярского театра оперы и балета.
Поставил больше сорока спектаклей. Среди них – шедевры мировой оперной классики и современные произведения: «Флория Тоска» Дж. Пуччини (1994), «Отелло» Дж. Верди (1998), «Дочь полка» Г. Доницети (1999), «Царская невеста» Н. Римского-Корсакова (1999), «Жанна Д`Арк на костре» А. Онеггера (2001), «Богема» Дж. Пуччини (2002), «Кармен» Ж. Бизе (2004), «Дон Жуан» В. Моцарта (2006), «Директор театра» В. Моцарта (2006), «Травиата» Дж. Верди (2007), «Золотая принцесса» (2009) и др.
Спектакли «Богема» (2002) и «Травиата» (2007) в постановке режиссера с большим успехом прошли на гастролях в Великобритании в 2008 году.
Работу в театре много лет совмещает с педагогической деятельностью. В 1985-1997 годах преподавал в Белорусском университете культуры, доцент (1991). В 2003-04 годах возглавлял оперный класс Красноярской академии музыки и театра, с 2009 года преподает в Красноярском колледже искусств, был художественным руководителем курса студентов, обучающихся по специальности «Актер музыкального театра, оперетты, мюзикла».

## Награды и премии
- Государственная премия БССР — за постановку спектакля «Дикая охота короля Стаха» в Белорусском театре музыкальной комедии
- Премия Ленинского комсомола Белоруссии — за постановку фольк-оперы Вл. Дашкевича и Ю. Кима «Клоп» по Маяковскому
- Почётная грамота Губернатора Красноярского края (18 февраля 2014) — за многолетний добросовестный труд и личный вклад в развитие культуры в Красноярском крае

## Фильмография
- 1965 — Улыбка Ильича
- 1965 — Город мастеров — сын мельника
- 1966 — Снежная королева — Кей
- 1968 — Пассажир с «Экватора» — Андре, мальчик-француз
- 1970 — Тайна железной двери — Чича, местный задира
- 1974 — Осенние грозы
- 1977 — Белый Бим Чёрное ухо — студент